# Министры культуры Азербайджана
Министр культуры Азербайджана (азерб. Azərbaycan Respublikasının Mədəniyyət naziri) — глава Министерства культуры Азербайджана. Министр культуры Азербайджана назначается на должность и отстраняется от должности Президентом Азербайджанской Республики.
Текущий министр — Адиль Керимли

## Список министров

### Министры культуры Азербайджанской ССР
| # | Министр             | Фото | Срок            | Срок            | Партия                                      |
| - | ------------------- | ---- | --------------- | --------------- | ------------------------------------------- |
| 1 | Мамед Алекперов     |      | 18 апреля 1953  | 26 марта 1955   | Коммунистическая партия Азербайджанской ССР |
| 2 | Мамед Гурбанов      |      | 26 марта 1955   | 15 марта 1960   | Коммунистическая партия Азербайджанской ССР |
| 3 | Абдулла Байрамов    |      | 15 марта 1960   | 22 октября 1963 | Коммунистическая партия Азербайджанской ССР |
| 4 | Мамед Гурбанов      |      | 22 октября 1963 | 24 июня 1965    | Коммунистическая партия Азербайджанской ССР |
| 5 | Рауф Гаджиев        |      | 1965            | 1971            | Коммунистическая партия Азербайджанской ССР |
| 6 | Закир Багиров       |      | 1971            | 1988            | Коммунистическая партия Азербайджанской ССР |
| 7 | Полад Бюльбюль оглы |      | 1988            | 18 октября 1991 | Коммунистическая партия Азербайджанской ССР |

### Министры культуры Азербайджана
| # | Министр             | Фото | Срок            |                |
| - | ------------------- | ---- | --------------- | -------------- |
| 1 | Полад Бюльбюль оглы |      | 18 октября 1991 | 30 января 2006 |

### Министры культуры и туризма Азербайджана
| # | Министр         | Фото | Срок           | Срок           |
| - | --------------- | ---- | -------------- | -------------- |
| 1 | Абульфас Гараев |      | 30 января 2006 | 20 апреля 2018 |

### Министры культуры Азербайджана
| # | Министр         | Фото | Срок            |                 |
| - | --------------- | ---- | --------------- | --------------- |
| 1 | Абульфас Гараев |      | 23 апреля 2018  | 21 мая 2020     |
| 2 | Анар Керимов    |      | 20 июня 2020    | 22 декабря 2022 |
| 3 | Адиль Керимли   |      | 22 декабря 2022 | в должности     |